# Kalaminochaeta lagostris
Kalaminochaeta lagostris is een borstelworm waarvan de positie in die groep onduidelijk is..
De wetenschappelijke naam van de soort werd in 1898 gepubliceerd door Haecker.